# Ван Браам, Эгидиус
Эгидиус ван Браам (нидерл. Aegidius van Braam, 30 июля 1758, Горинхем - 17 мая 1822, Делфт) — голландский военно-морской офицер, получивший звание вице-адмирала. В 1795 году, когда Голландская республика была захвачена французскими революционными войсками, он остался верен Оранской династии и бежал в Англию. После реставрации в 1814 году был репатриирован королем Виллемом I и получил наследственный дворянский титул йонкера .

## Биография
Эгидиус ван Браам родился в городе Горинхем в семье Эверхардуса ван Браама (1763–1812) и его первой жены Алетты ван дер Слейден (1729–1767). Уехал в Амстердам и в 1783 году вступил в голландский флот в качестве офицера.
Ван Браам большую часть своей жизни прожил в Делфте, в особняке на канале Оуде-Делфт. 12 марта 1783 года женился на Софи Тиранс (1767–1825). Он умер в 1822 году и был похоронен в нише церкви Ньиве керк в Делфте.
Его сыновья также стали военно-морскими офицерами.
В 1797 году, во время конфликта между фракцией Патриотов и штатгальтером, он служил лейтенантом на куттере «Саламандра», стоявшем на якоре у острова Тексел. Капитан «Саламандры» был арестован голландскими Штатами по обвинению в сохранении лояльности к штатгальтеру, игнорированию приказов Штатов Голландии и подстрекательству своей команды к восстанию. Ван Браам протестовал против ареста своего капитана и потребовал его освобождения, после чего сам Ван Браам был арестован и уволен из военно-морского флота. После того как прусские войска вернули власть Вильгельму V, Ван Браам был возвращён во флот и повышен до капитана «Арго», военного корабля, несущего 36 пушек.
В 1795 году, когда Батавская революция смела старую республику и заменила её революционной Батавской республикой, многие офицеры оранжистов ушли из флота, включая Ван Браама. Однако он был повторно завербован в 1798 году.
В 1799 году Ван Браам командовал «Лейденом», линейным кораблем с 64 орудиями. Корабль входил в состав эскадры, которая должна была сопровождать около 5000 человек под командованием генерала Данделса на Яву. Другой морской офицер-оранжист, который покинул флот в 1795 году, Карел Хендрик Вер Хюэль, связался с Ван Браамом и другим капитаном, Теодором Фредериком ван Капелленом. Вер Хюэль предложил устроить мятеж на борту кораблей эскадры. Примерно в то же время британо-российские войска вторглись на полуостров Северная Голландия (см. Голландская экспедиция).
Восстание вспыхнуло на нескольких кораблях, в том числе на корабле Ван Браама «Лейден». Позднее Ван Браам признал, что мог легко подавить мятеж, но решил ничего не предпринимать. Однако он уведомил своего командующего, контр-адмирала Стори, об «опасной ситуации» на борту других кораблей флота.
Столкнувшись с британским ультиматумом, с одной стороны, и мятежом на своем корабле, с другой, Стори 30 августа 1799 года сдал свою эскадру британцам. Эта капитуляция стала тяжелом ударом для голландского флота. Ему больше не удалось сыграть сколько-нибудь значимой роли в последующих французских революционных и наполеоновских войнах.
Ван Браам, Стори и другие офицеры были доставлены в Англию в качестве военнопленных. После Амьенского мира 1802 года они были освобождены. Однако они не вернулись в Голландию, а в 1803 году были заочно осуждены голландским трибуналом за неисполнение служебных обязанностей, трусость и нелояльность. Голландский суд также признал офицеров виновными в даче ложных показаний (нарушении присяги на верность). Они были уволены и пожизненно высланы из Голландии (в случае возвращения им грозила смертная казнь).
В 1814 году, после реставрации Дома Оранских-Нассау и коронации Вильгельма I в качестве первого короля Объединённого Королевства Нидерландов, Ван Браам и другие выжившие офицеры вернулись в Голландию и были восстановлены в звании Вильгельмом I. 1 июля 1814 года Ван Браам был произведен в чин вице-адмирала, а 8 июля 1816 года он получил титул йонкера . Он также получил Военный орден Вильгельма (Рыцарь третьего класса), Орден Карлоса III (Рыцарь Большого Креста) и Медаль Доггерсбанка.
В 1815 году командовал эскадрой, которая отплыла из Флиссингена в Суринам. В 1817 году он отплыл на фрегате «Фредерика» в Средиземное море, чтобы принять на себя командование эскадрой вице-адмирала Ван де Капеллена, принимавшей участие в бомбардировке Алжира годом ранее. Позже он, вероятно, командовал эскадрой в Вест-Индии. В 1822 году он завершил свою военно-морскую карьеру и вскоре умер.